# Ronald Stevenson
Pour les articles homonymes, voir Stevenson.
Ronald James Stevenson (Blackburn, 6 mars 1928 – West Linton, près d'Édimbourg, 28 mars 2015) est un compositeur, pianiste et musicologue britannique.

## Biographie
Ronald Stevenson naît dans une famille ouvrière. Son père, d'origine écossaise, travaille aux chemins de fer et sa mère, née au pays de Galles, dans un moulin. Il commence le piano enfant et la composition dès ses quatorze ans. Il étudie le piano avec Iso Elinson (1907–1964) — élève elle-même de Blumenfeld à Moscou et de Horowitz à Kiev, — et l'écriture au Royal College de Manchester de 1945 à 1948, puis, grâce à une bourse du gouvernement italien, à l'Académie sainte-Cécile à Rome en 1955, avec Guido Guerrini (un ancien élève de Ferruccio Busoni) et effectue des recherches sur Busoni pendant plusieurs mois.
Installé depuis 1952 à West Linton, au sud d’Édimbourg, il occupe un poste de maître de conférence en musique à l'université d'Édimbourg en 1962, puis enseigne à l'université du Cap, en Afrique du Sud, de 1963 à 1965. Il est également professeur en visite au Conservatoire de Shanghai en 1985 et joue et anime des séminaires à la Juilliard School en 1987. Toujours dans les années 1980, il se rend dans les universités de Melbourne et d'Australie-Occidentale.
Lors du festival d'Édimbourg 1962 est créée son œuvre la plus connue, Passacaille sur DSCH. À l'occasion, il offre la partition à Dmitri Chostakovitch. En décembre 1963, il la redonne en réécrivant deux parties : une section, intitulée « Vers l'Afrique émergente » et ajoute le Pibroch.
Il écrit pour le magazine The Listener une étude intitulée Werster Music : An Introduction publiée en 1971 et un gros ouvrage sur Busoni non encore publié. Après une première émission en 1966 pour le centenaire du compositeur italien (primé par the Harriet Cohen International Music Award), entre 1970 et 1980, Stevenson donne vingt-six émissions radio pour la BBC, sur la musique de Busoni et en 1974 il écrit, présente et interprète Busoni pour un documentaire d'une heure trente. En 1981, il rédige et présente une émission sur la cornemuse écossaise, la harpe et le fiddle.
En 1988 et 1989, la Bibliothèque nationale d'Écosse lui rend hommage par une exposition pour son soixantième anniversaire, où sont présentés lettres, partitions autographes, photographies et objets personnels. Dans ce cadre est publiée la première biographie de Malcolm MacDonald. La BBC l'honore également, par un concert anniversaire.
Il meurt le 28 mars 2015 à West Linton.

## Œuvre
Ronald Stevenson a écrit de nombreuses transcriptions, principalement pour le piano, de compositeurs aussi variés que Henry Purcell, Eugène Ysaÿe et Frederick Delius. Il a également composé des œuvres symphoniques, de la musique de chambre, des œuvres pour piano, l’orgue, le clavecin, ainsi que de nombreuses mélodies.
Yehudi Menuhin décrit ainsi l'inspiration musicale de Ronald Stevenson : « Ses œuvres semblent toujours dédiées à un objet au-delà de la musique — une impulsion humaine ».

### Piano
- Two Stevenson transcriptions, of Frank Merrick’s Hebridean Seascape (c.1935/1986)
- African Twi-Tune: The Bantu and Afrikaaner National Hymns Combined (1964) — le terme Twi-Tune est dû à Percy Grainger : il s'agit du mélange de deux mélodies entendues simultanément[10].
- Passacaille sur DSCH (1960–1962) — création au Cap par le compositeur, en 1963.
- A Wheen Tunes for Bairns tae Spiel, quatre pièces écossaises (1964)
- Ghanaian Folk-Song Suite (1965)
- Chinese Folk-Song Suite (mai 1965)
- A Scottish Triptych (1959–1967)
- Three Scots Fairy Tales (1967)
- The South Uist (Hebridean) Folk-Song Suite (1969)
- Three Scottish Ballads (1973)
- The High Road to Linton (avril 1978)
- Rory Dall Morison’s Harp Book (1978)
- Sounding Strings (1979)
- Barra Flyting Toccata (avril 1980)
- A Rosary of Variations on Seán Ó Riada’s Irish Folk Mass (1980)
- Ten Scottish Folk Music Settings (1956–1980)
- Savourna Stevenson’s Lament for a Blind Harper (1986)
- Bonny at Morn (15 novembre 1990)
- A Carlyle Suite (1995)

### Musique de chambre
- Sonate pour violon et piano (1947)
- Variations on a Theme of Pizzetti pour violon seul (1961) — distinct des variations pour piano sur le même thème
- 4 Meditations pour quatuor à cordes (1964) — arrangements des mouvements issus de A 20th-Century Music Diary pour piano
- Variations and Theme « The Bonnie Earl o' Moray » pour violoncelle et piano (1974)
- Recitative and Air : In Memoriam Shostakovich pour violon et piano (1976) — arrangement de l'œuvre pour piano originale ; également arrangé pour violoncelle et piano / basson et piano / alto et piano, quatuor à cordes et orchestre à cordes
- Don Quixote and Sancho Panza, duo pour deux guitares (1982–1983)
- Scots Suite pour violon seul (1984)
- Fantasy Quartet, Alma Alba pour piano, violon, alto et violoncelle (1985)
- Bergstimmung pour cor et piano (1986)
- The Harlot's House – Dance Poem after Oscar Wilde pour accordéon, timbales et percussion (1988)
- Quatuor à cordes « Voces Vagabundae » (1990)
- Pan-Celtic Wind Quintet, quintette à vents (2000)

### Orchestre
- Berceuse Symphonique (1951)
- Jamboree for Grainger (1960–61)
- Scots Dance Toccata (1965)
- Young Scotland Suite (1976)
- Strathclyde's Salute to Mandela for brass band (1990–91)

### Concertant
- Concerto pour piano no 1, « A Faust Triptych » (1959–1960) — à partir du Prelude, Fugue and Fantasy pour piano
- Simple Variations of Purcell's « New Scotch Tune » pour clarinette et cordes (1967) — à partir des variations pour piano de 1964
- Concerto pour piano no 2 « The Continents » (1970–1972) — Commande de la BBC pour The Proms 1972, créé par Norman Del Mar.
- Concerto pour violon « The Gypsy » (1977–1979) — Commande de Yehudi Menuhin. Créé par Hu Kun au violon et l'orchestre de la BBC de Glasgow
- Corroborree for Grainger pour piano et orchestre à vents (1989) — d'après Jamboree for Grainger
- Concerto pour violoncelle « The Solitary Singer » (1968–1994) Commande de l'Orchestre national royal d'Écosse « in memoriam Jacqueline du Pré ». Créé par Moray Welsh en 1995.

### Voix et orchestre
- Variations Vocalises sur deux thèmes Des « Troyens » de Berlioz pour mezzo-soprano et orchestre (1969)
- St Mary's May Songs pour soprano et orchestre à cordes (1988–1989)

### Écrits
- (en) « Maurice Emmanuel: A Belated Apologia », Music & Letters, vol. 40, no 2,‎ avril 1959, p. 154–165 (ISSN 0027-4224, OCLC 5548425949, lire en ligne)
- Western Music: An Introduction, Londres, Kahn & Averill, 1971 (OCLC 251399135)

## Discographie

### Par Stevenson
- Stevenson, Passacaglia on DSCH (1988, 2CD Altarus Records AIR‐CD‐9091) (OCLC 1084957747)
- Busoni, Musique pour deux pianos et piano à quatre mains - avec Joseph Banowetz (1994, Altarus Records AIR-CD-9044)
- The Essence of Busoni (1996, Altarus Records AIR-CD-9041)

### De Stevenson
- Musique pour piano : 4 volumes - Christopher Guild, piano (Toccata Classics TOCC 0272 / TOCC 0388 / TOCC 0403 / TOCC0555) — avec de nombreuses premières au disque.